# Liste von Wasserkraftwerken in Tschechien
Die Wasserkraftwerke in Tschechien werden sowohl auf einer Karte als auch in einer Tabelle (mit Kennzahlen) dargestellt. Die Liste ist nicht vollständig.

## Installierte Leistung und Jahreserzeugung
In Tschechien betreibt die ČEZ mit Stand Januar 2018 insgesamt 35 Wasserkraftwerke mit einer installierten Leistung von zusammen mehr als 1.900 MW. Der Anteil der Wasserkraft beträgt damit etwa 17 % der gesamten installierten Leistung von ČEZ.

## Karte
| Březová |

| Brünn |

| Dalešice |

| Dlouhé stráně |

| Fláje |

| Hněvkovice |

| Horka |

| Jesenice |

| Jirkov |

| Kadaň |

| Kamýk |

| Kořensko |

| Les Království |

| Lipno I |

| Lipno II |

| Mohelno |

| Nechranice |

| Orlík |

| Skalka |

| Slapy |

| Spálov |

| Štěchovice |

| Štvanice |

| Újezd |

| Vrané |

| Vranov |

## Wasserkraftwerke > 10 MW
In der Tabelle sind nur Wasserkraftwerke mit einer installierten Leistung > 10 MW aufgeführt.

| Name des Kraftwerks | Inst. Leistung (MW) | Fluss   | Status     |
| ------------------- | ------------------- | ------- | ---------- |
| Dalešice            | 450                 | Jihlava | in Betrieb |
| Dlouhé stráně       | 650                 | Desná   | in Betrieb |
| Kamýk               | 48                  | Moldau  | in Betrieb |
| Lipno I             | 120                 | Moldau  | in Betrieb |
| Nechranice          | 10                  | Eger    | in Betrieb |
| Slapy               | 144                 | Moldau  | in Betrieb |
| Štěchovice          | 67,5                | Moldau  | in Betrieb |
| Vrané               | 13,88               | Moldau  | in Betrieb |
| Vranov              | 16,2                | Thaya   | in Betrieb |

## Wasserkraftwerke < 10 MW
In der Tabelle sind nur Wasserkraftwerke mit einer installierten Leistung < 10 MW aufgeführt.
| Name des Kraftwerks | Inst. Leistung (MW) | Fluss         | Status     |
| ------------------- | ------------------- | ------------- | ---------- |
| Březová             | 0,258               | Teplá         | in Betrieb |
| Brünn               | 3,1                 | Svratka       | in Betrieb |
| Fláje               | 8,016               | Flöha         | in Betrieb |
| Hněvkovice          | 9,4                 | Moldau        | in Betrieb |
| Horka               | 0,4                 | Libocký potok | in Betrieb |
| Jesenice            | 0,315               | Wondreb       | in Betrieb |
| Jirkov              | 0,194               | Bílina        | in Betrieb |
| Kadaň               | 2,34                | Eger          | in Betrieb |
| Kořensko            | 3,8                 | Moldau        | in Betrieb |
| Les Království      | 1,2                 | Elbe          | in Betrieb |
| Lipno II            | 1,5                 | Moldau        | in Betrieb |
| Mohelno             | 1,2                 | Jihlava       | in Betrieb |
| Skalka              | 0,74                | Eger          | in Betrieb |
| Spálov              | 2,4                 | Jizera        | in Betrieb |
| Štvanice            | 5,67                | Moldau        | in Betrieb |
| Újezd               | 0,094               | Bílina        | in Betrieb |